# Euxesta conspersa
Euxesta conspersa är en tvåvingeart som först beskrevs av Francis Walker 1858.
Euxesta conspersa ingår i släktet Euxesta och familjen fläckflugor. Artens utbredningsområde är Colombia. Inga underarter finns listade i Catalogue of Life.